# شهرستان تاوجیانگ
شهرستان تاوجیانگ (به لاتین: Taojiang County) یک شهرستان‌های جمهوری خلق چین در چین است که در یایانگ واقع شده‌است.